# Trzemeszno (gromada w powiecie mogileńskim)
Trzemeszno – dawna gromada, czyli najmniejsza jednostka podziału terytorialnego Polskiej Rzeczypospolitej Ludowej w latach 1954–1972.
Gromady, z gromadzkimi radami narodowymi (GRN) jako organami władzy najniższego stopnia na wsi, funkcjonowały od reformy reorganizującej administrację wiejską przeprowadzonej jesienią 1954 do momentu ich zniesienia z dniem 1 stycznia 1973, tym samym wypierając organizację gminną w latach 1954–1972.
Gromadę Trzemeszno z siedzibą GRN w mieście Trzemesznie (nie wchodzącym w jej skład) utworzono – jako jedną z 8759 gromad na obszarze Polski – w powiecie mogileńskim w woj. bydgoskim, na mocy uchwały nr 24/9 WRN w Bydgoszczy z dnia 5 października 1954. W skład jednostki weszły obszary dotychczasowych gromad Bieślin, Kozłowo, Miaty, Niewolno, Pasieka, Rudki, Wymysłowo Górne i Zieleń ze zniesionej gminy Trzemeszno oraz osady Cytrynowo i Bystrzyca wraz z częścią gruntów z obrębu Niewolno (położonych na północ od toru kolejowego Poznań-Inowrocław) z miasta Trzemeszna w tymże powiecie. Dla gromady ustalono 23 członków gromadzkiej rady narodowej.
31 grudnia 1959 do gromady Trzemeszno włączono wsie Duszno, Lubin i Wydartowo oraz osady Roland, Lubinek i Oleandry Dyszyńskie ze zniesionej gromady Wydartowo w tymże powiecie.
31 grudnia 1961 do gromady Trzemeszno włączono obszar zniesionej gromady Kruchowo w tymże powiecie.
1 stycznia 1969 z gromady Trzemeszno wyłączono grunty o powierzchni ogólnej 427,00 ha, włączając je do miasta Trzemeszna w tymże powiecie; do gromady Trzemeszno z Trzemeszna włączono natomiast grunty rolne o powierzchni ogólnej 48,00 ha.
1 stycznia 1972 do gromady Trzemeszno włączono sołectwa Kamieniec, Miława, Ostrowite, Popielewo, Szydłowo i Trzemżal ze zniesionej gromady Trzemżal oraz wsie Płaczkowo i Szydłowo Drugie ze zniesionej gromady Wylatowo w tymże powiecie.
Gromada przetrwała do końca 1972 roku, czyli do kolejnej reformy gminnej. 1 stycznia 1973 w powiecie mogileńskim reaktywowano gminę Trzemeszno (od 1999 gmina Trzemeszno znajduje się w powiecie gnieźnieńskim w woj. wielkopolskim).